# Galapa (ort)
Galapa är en ort i Colombia.   Den ligger i departementet Atlántico, i den norra delen av landet, 700 km norr om huvudstaden Bogotá. Galapa ligger 92 meter över havet och antalet invånare är 19 732.
Terrängen runt Galapa är platt. Runt Galapa är det tätbefolkat, med 659 invånare per kvadratkilometer. Närmaste större samhälle är Barranquilla, 13,9 km nordost om Galapa. Omgivningarna runt Galapa är huvudsakligen savann.